# مغارة الظهر برقش

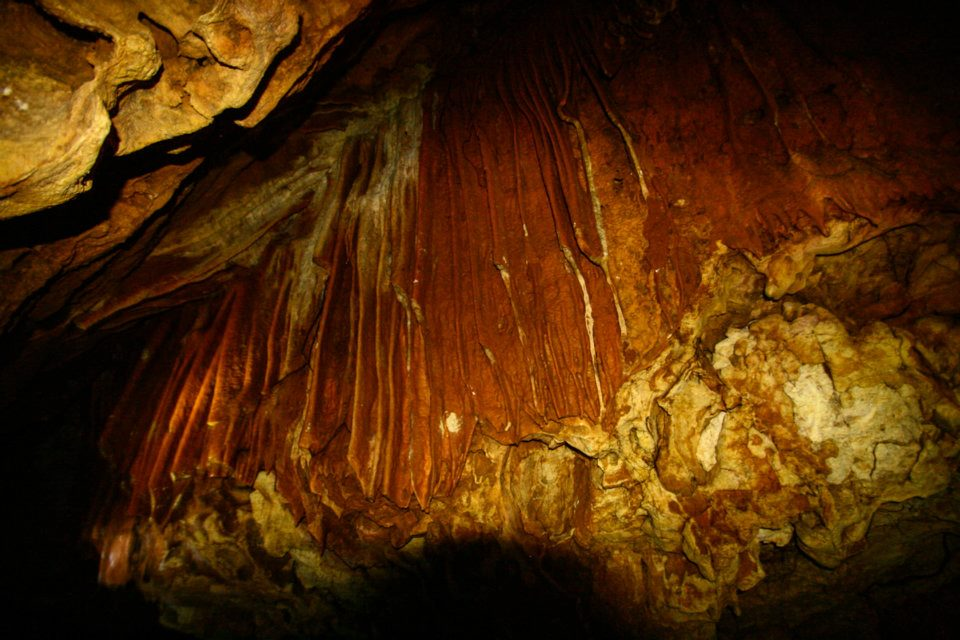
مغارة الظهر

مغارة الظهر (أو مغارة برقش) تكوين جيولوجي طبيعي يعود للعصر الاكرياتيسي 35 - 40 مليون سنة تقع في لواء الكورة - إربد في الجزء الجنوبي الشرقي من لواء الكورة وإلى الجنوب من محمية برقش للأحياء البرية. تعتبر من أجمل المناطق الجيولوجية في العالم تقع وسط غابات برقش، وهي تشبه مغارة جعيتا في لبنان، وتعتبر الكهف الطبيعي الوحيد المكتشف في الأردن.
وهي عبارة عن تجويف طبيعي مكون من عدة مغارات ودهاليز متصلة ببعضها البعض تكونت في الأزمنة الجيولوجية الغابرة، وتقدر مساحة المغارة بين 3 و 4 الاف متر مربع، تحتوي مغارة الظهر في برقش على مخاريط من الصواعد في الأرضية ومخاريط النوازل في سقفها بلون قرمزي، وهذه الصواعد والنوازل تشكلت في صور أعمدة كلسية، والنوازل ذات اللون الوردي تتمتع بشكل رائع لتتشابه مع لون صخور خزنة مدينة البتراء الأثرية ذات اللون الوردي. وتحتوي المغارة علي سراديب يمر منها جسم الإنسان بصعوبة.